# 氮化鈮
氮化鈮是铌和氮的化合物（氮化物），化学式為NbN。氮化鈮在低溫下（約16 K）會變成一個超导体，用於红外光探測器中。

## 用途
- 氮化鈮主要用作超導體。
  - 由此製造的探測器可以在紅外光譜的1-10 微米部分中檢測一個光子，[4]對天文学和电信十分重要。它可以檢測高達25 GHz的變化。
  - 超導氮化鈮納米線可以用於強磁場的粒子探测器。[5]
- 氮化鈮也用於吸收增透膜。
- 2015年，據報道，Panasonic開發了一個基於氮化鈮的光催化剂，可以吸收57%的陽光以加速水的分解作用，所生成的氢气可以用作电化学燃料电池的燃料。[6]